# Jounieh
Jounieh (izg. Žúnje) (arabsko جونيه) je libanonsko obalno mesto z okoli 350.000 prebivalci v ozkem pasu med sredozemsko obalo in pobočji Libanonskega gorovja. Je približno 15 km severno od Bejruta, vendar sta se obe mesti zaradi hitrega širjenja že povsem spojili. V mestu je tudi sedež »maronitskega patriarha Antiohije«, poglavarja maronitske cerkve. 
Pretežno krščansko (maronitsko) naselje je bilo dolgo dokaj nepomembno ribiško mestece. V 1950-ih so na pobudo takratnega libanonskega predsednika Camilla Chamouna pričeli graditi znamenito igralnico Casino du Liban, ki je simbolizirala bejrutsko dekadenco in relativno liberalnost Libanona glede na arabske sosede. Odprli so jo leta 1959.
Pravi razcvet je, ironično, do tedaj zaspanemu kraju prinesla libanonska državljanska vojna. Bogatejši kristjani se navkljub vojni niso hoteli odpovedati dotedanjemu življenjskemu slogu in so iz porušenega Bejruta pričeli zahajati na zabave v Jounieh, ki ga vojna vihra ni dosegla. Hitro so zrasla zabavišča, hoteli in stolpnice, mesto pa se je stihijsko hitro širilo v vse možne smeri. Po koncu vojne se je dobršen del zabavišč vrnil v Bejrut, v Jouniehu pa je danes razvit obmorski turizem, priljubljen predvsem med libanonskimi izseljenci in številnimi gosti iz drugih arabskih držav.
Z izjemo nekaj preostalih stavb z osmansko arhitekturo v mestu ni omembe vrednih znamenitosti. Kabinska žičnica, znana kot le téléférique najprej vodi tik ob oknih bližnjih stolpnic, nato pa se začne strmo vzpenjati proti romarskemu cilju Harisa visoko nad mestom. Nedaleč od mesta sta še jama Džeita in soteska Nahr el-Kalb.